# Conserven
Met conserven worden over het algemeen voedingsmiddelen in blik of glazen pot bedoeld. Het licht- en luchtdicht verpakken van voedsel gaat bederf tegen (de inhoud wordt geconserveerd).
De inhoud wordt van tevoren gesteriliseerd zodat het voedsel geen levende bacteriën, schimmels of andere levende micro-organismen meer bevat, en langer bewaard kan worden.
Conserven kunnen echter wel bederven. Soms is verhitting onvoldoende om micro-organismen volledig te doden, dan spreekt men van halfconserven. Bij grote deuken in het blik kunnen zuurstof en bacteriën binnendringen, waardoor het voedsel ook bedorven kan raken, ook zonder dat men dat direct proeft. Daarnaast kan door de beschadiging van de binnenbeschermlaag tin in het voedsel komen en tin kan de maag irriteren.